# Platysoma ineditum
Platysoma ineditum är en skalbaggsart som först beskrevs av Desbordes 1925.  Platysoma ineditum ingår i släktet Platysoma och familjen stumpbaggar. Inga underarter finns listade i Catalogue of Life.